# Ghiacciaio Iliad
Il ghiacciaio Iliad è un ghiacciaio situato sull'isola Anvers, una delle isole dell'arcipelago Palmer, al largo della costa nord-occidentale della Terra di Graham, in Antartide. In particolare, il ghiacciaio, il cui punto più alto si trova a circa 1750 m s.l.m. e che si trova a ovest dei ghiacciai Rhesus e Thamyris, scorre verso nord-est, partendo dal versante nord-occidentale del monte Français, e, fluendo tra la dorsale Trojan e la dorsale Achaean, arriva fino alla baia di Lapeyrere.

## Storia
Il ghiacciaio Iliad è stato mappato per la prima volta nel 1955 dal British Antarctic Survey (al tempo ancora chiamato "Falkland Islands Dependencies Survey", FIDS) ed è stato così battezzato dal Comitato britannico per i toponimi antartici in omaggio all'Iliade di Omero.